# Motte Rethwisch
Die Motte Rethwisch, auch Motte am Lustberg genannt, ist eine abgegangene Turmhügelburg (Motte) in der Niederung der Spolsau im Gehölz Lustberg am Nordrand des Dorfes Rethwisch, einem Ortsteil der Gemeinde Lehmkuhlen im Kreis Plön in Schleswig-Holstein.
Wer die vermutlich im 12. Jahrhundert entstandene Motte erbaute und bewohnte, ist unbekannt. Überliefert ist ein adliges Lehensgut Redewysche. Ursprünglich war hier wohl eine Familie von Rethwisch ansässig.
Von der ehemaligen Mottenanlage ist noch der Turmhügel erhalten.